# Iwo Jima
Iwo Jima — компьютерная игра в жанре пошаговой стратегии, разработанная и изданная британской компанией Personal Software Services. Выпуск игры для Commodore 64 и ZX Spectrum состоялся в 1986 году. Это вторая игра серии Strategic Wargames. В игре воссоздаётся Битва за Иводзиму, происходившая во времена Второй мировой войны. Игрок управляет бойцами корпуса морской пехоты США, цель которых — защитить остров Иодзима от Императорской армии Японии.

## Рецензии
| Иноязычные издания | Иноязычные издания |
| Издание            | Оценка             |
| ------------------ | ------------------ |
| CVG                | 5/10               |
| Crash              | 6/10               |
| Your Sinclair      | 6/10               |
| Sinclair User      | [ 4 ]              |

Игра получила смешанные отзывы от критиков после выхода. Гвин Хьюз из издания Your Sinclair оценил соотношение цены и качества игры высоко, назвав её «хорошим знакомством с жанром военных игр», хотя Хьюз также отметил, что «Iwo Jima вряд ли покажется сложной для опытных игроков». Рецензент ZX Computing тоже отметил уровень сложности игры, сказав, что она была «слишком простой». Шон Мастерсон из журнала Crash, критикуя игровую графику, заявил, что она разочаровывает некачественными маркерами игровых персонажей и локаций. Гэри Рук из Sinclair User утверждал, что игра в целом была «компетентной», но «неспособной возбудить». Рук также назвал Iwo Jima «хорошо реализованной» и «вдохновляющей».
Рецензент британского издания Computer and Video Games раскритиковал игру за «неуклюжую механику» из-за отсутствия функции сохранения, а также за пренебрежение историческим фактам. Однако игровую механику, если сравнивать Iwo Jima с Falklands '82, другой игрой серии, рецензент назвал неплохой.